# ナヴォイ劇場

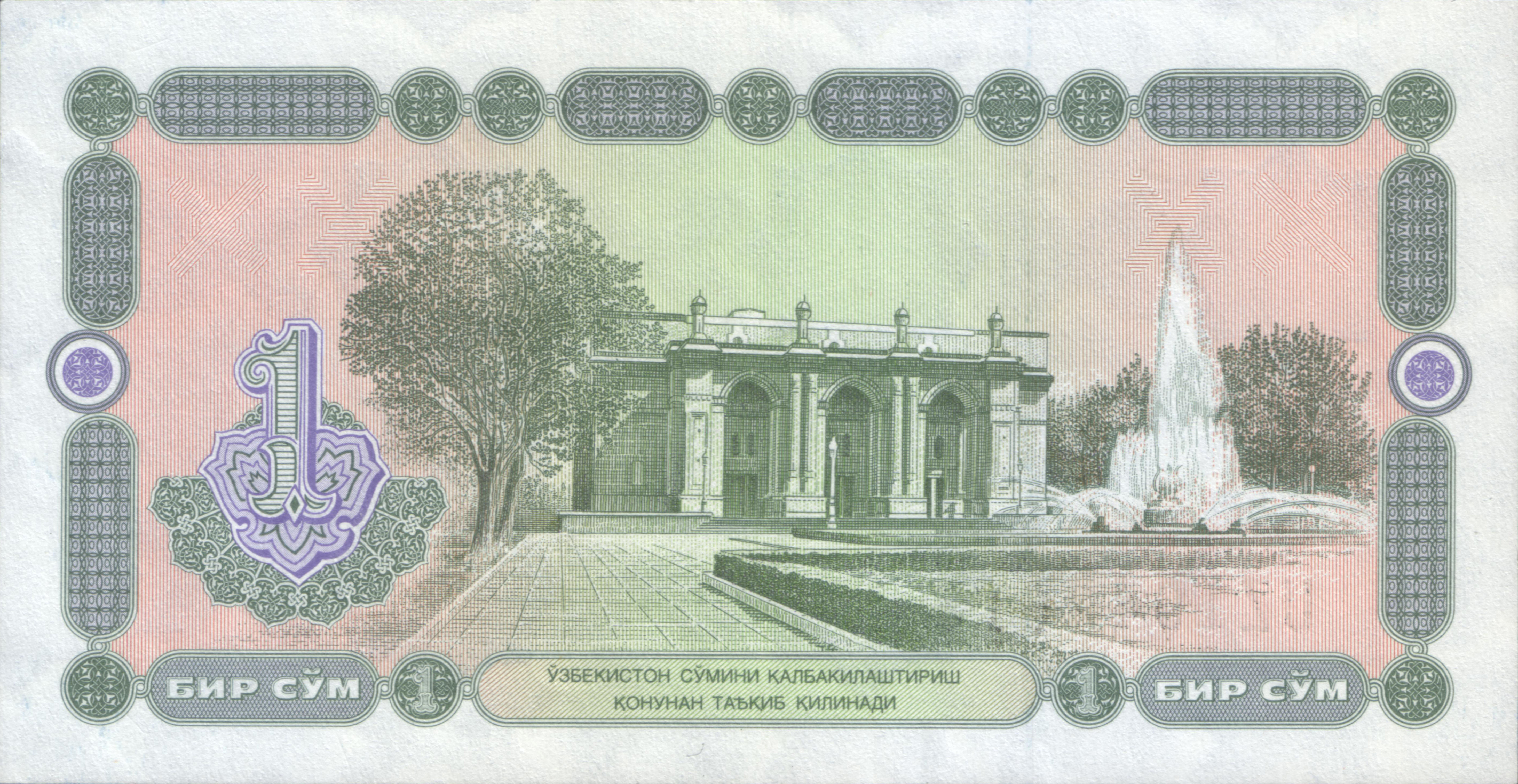
1スム札に描かれるナヴォイ劇場

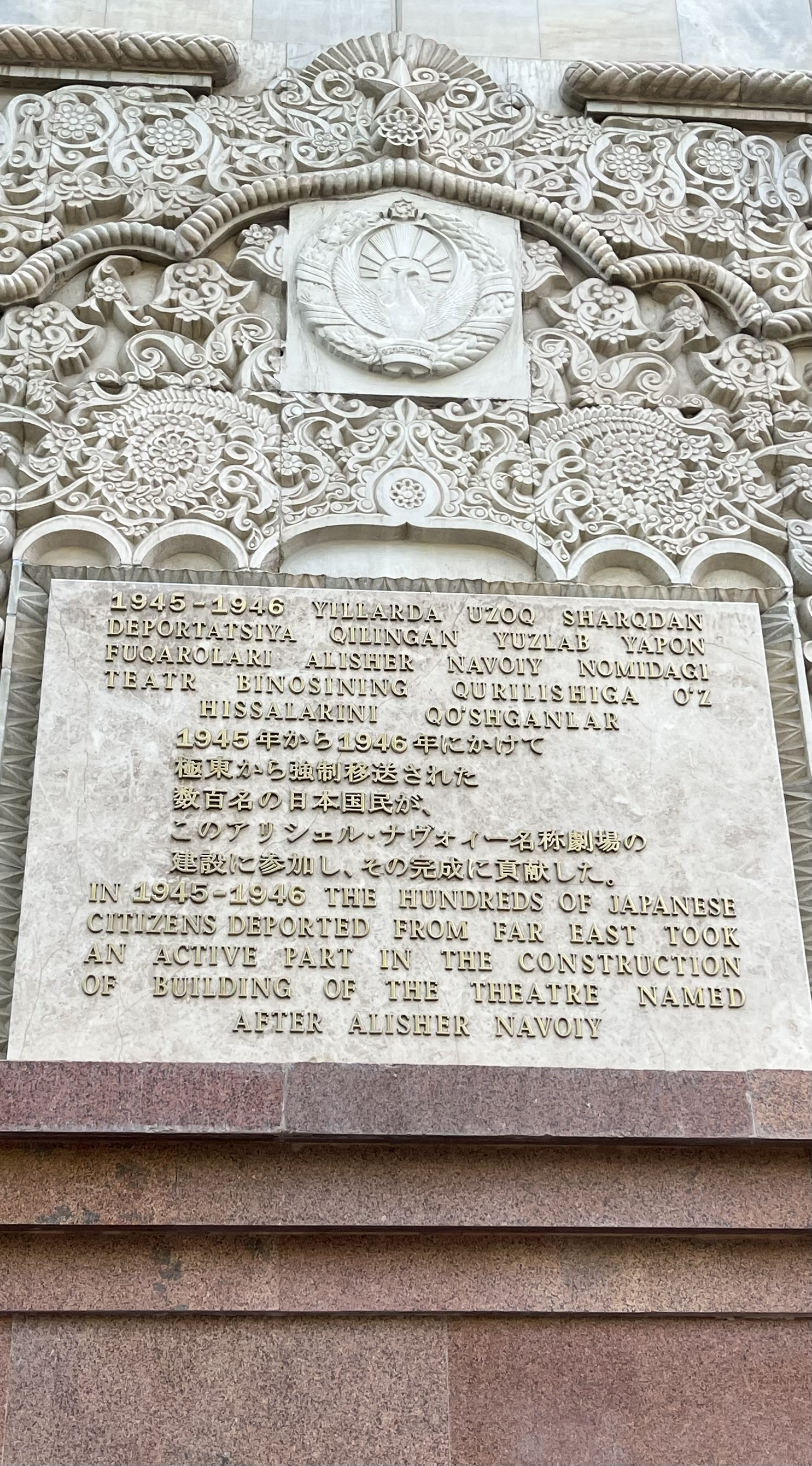
劇場建設にあたった日本人捕虜（文中表記は「数百名の日本国民」）の功績をたたえた記念プレート

ナヴォイ劇場（ナヴォイげきじょう、ウズベク語: Navoiy teatri/Навоий театри、ロシア語: Театр Навои）は、ウズベキスタンのタシュケントにあるオペラとバレエのための劇場である。正式名称は、アリシェル・ナヴォイ記念国立アカデミー大劇場（ウズベク語: Alisher Navoiy nomidagi Davlat Akademik katta teatri/Алишер Навоий номидаги Давлат Академик катта театри、ロシア語: Государственный Академический Большой Театр имени Алишера Навои）。アリシェル・ナヴォイ（ナヴォイー）は、ウズベキスタンの伝説的な英雄で、文学、伝承でも度々取り上げられる人物。第二次世界大戦でソビエト連邦軍の捕虜となった旧日本軍の兵士が建設した劇場でも知られている。

## 概要
ナヴォイ劇場は、アレクセイ・シュチューセフが設計して1939～1942、1944～1947年に建設され、1947年11月にアリシェル・ナヴォイ生誕500周年を記念して初公開されている。劇場の収容観客数は1400人で、舞台の広さは540平方メートルである。
ソ連は当初から、レーニンによるロシア革命から30周年にあたる1947年11月までの完成を目指して建築を進めていた。しかし、第二次世界大戦が始まったため、土台と一部の壁、柱などがつくられた状態で工事が止まっていた。そのため大戦後、捕虜として抑留していた旧日本軍兵士を労働力として活用し、革命30周年に間に合わせることを必達目標とし、建築作業に適した工兵457人の日本兵が強制的に派遣された。ソ連の捕虜になった日本兵は合計60万人とも言われ、多くはシベリアなどで森林伐採、道路・鉄道建設に従事しており、この劇場建設の任務は特殊業務であった。
劇場建設の仕事は班ごとに分かれて行われた。仕事内容は、土木作業、床工事と床張り、測量、高所作業（とび職）、レンガ積み（外壁作り）、電気工事、鉄筋と鉄骨組み立て、ウインチ、足場大工、大工に左官工事、板金、建物が出来上がって来たら電気配線工事、溶接、指物、壁などの彫刻など20種類くらいの職種ごとの班に分かれて、効率的に作業を進めた。日本人の死亡は、劇場建設の高所作業中の転落事故と、外出時に汽車に轢かれた2名が確認されており、タシケント抑留日本人墓地（公営ヤッカサライ墓地）に当時死亡した日本人と共に埋葬されている。
労働時間は規則正しく8時から12時、1時間の昼食休憩を挟んで13時から17時までの8時間。休日は日曜、元日、メーデー、革命記念日。食料は1日一人当たりの配給量が決まっており、馬鈴薯（ばれいしょ）は腐っている箇所が多いなど十分な量ではなかったが、3食規則正しく出された。1日1800から2200キロカロリー位の摂取量だった。ノルマの達成度合いによってパンの量に差をつけよとソ連から命令されたが、隊長を務めた永田行夫（当時25歳）の交渉により平等配分をソ連側に認めさせた。
また、収容所では自由時間に建築現場の床材から麻雀パイを作ったり、紙から将棋、囲碁、トランプ、花札を作ったりした娯楽により捕虜たちの気分転換を奨励したり、地元のウズベク人を招いた演芸大会も行なわれた。生活の悩みは住居であった収容所に多量にいた南京虫。ベッドの隙間に無数に生息し、当初かまれるとかゆくて寝られないこともあったが、徐々に免疫が出来てかゆくなくなっていったという。対策として晴れた休日に庭にベッドを出し、日光を当てて焼いていたが、多少の効果はあるものの全滅させるには至らなかった。
1966年4月26日のタシュケント地震では、78,000棟の建物が倒壊するもナヴォイ劇場は無傷であり、市民達の避難場所としても機能した。
サマルカンド国立外国語大学で教授を務めた胡口靖夫は、ナヴォイ劇場の建設に従事した日本人の「私らが昭和20年11月上旬ころに着いたときにはもう建物はほとんどできていました。これは間違いありません」という証言などから、「日本人捕虜が建設に参加した時には、基礎はもちろん建物本体はほとんどできていた。日本人捕虜が行った作業の中心は、左官・彫刻・寄せ木作りの床張り・大理石の床張り・電気工事などの内外装工事の『仕上げ』であった」と結論付けており、「勤勉に働いた日本人が基礎からレンガを積み上げて“建設”した」とされるのは「伝説」だとして、それが検証なしに広められていることを批判している。なお、劇作家の大野裕之も、たまたま親戚がナヴォイ劇場の建設に携わったソ連抑留からの帰還者で、その話として、「劇場はほとんど完成して仕上げの外装を残すのみで、日本人は器用だから彼らにやらせようという話になって、担当することになった。」と聞いたことをテレビ番組で語っている。

## エピソード
- 建設時、懸命に作業する日本人に対して地元の子どもから食べ物の差し入れが行われたが、彼らに対して木のおもちゃをお返しするなど劣悪な環境でも礼儀を忘れなかった。
- 1996年、ウズベキスタン大統領イスラム・カリモフが、建設に関わった日本人を称えるプレートを劇場に設置した。その際の指示は「彼らは恩人だ、間違っても「捕虜」と書くな」というものであった。プレートは、ロシア語、日本語、英語、ウズベク語で書かれ、日本語は「1945年から1946年にかけて極東から強制移送された数百名の日本国民が、このアリシェル・ナヴォイー名称劇場の建設に参加し、その完成に貢献した。」と書かれている。

## 交通アクセス
市の中心部に位置する。アミール・ティムールの像があるアミール・ティムール広場より南西に徒歩約5分。

## 関連番組・映画
- ビーバップ!ハイヒール（2012年11月8日、朝日放送（ABCテレビ））
- ありえへん∞世界（2013年11月19日、テレビ東京）
- 奇跡体験!アンビリバボー（2017年4月20日、フジテレビ）
- 世界ナゼそこに?日本人 〜知られざる波瀾万丈伝〜（2017年8月21日、テレビ東京）
- 世界の果てまでイッテQ!（2018年05月14日、日本テレビ）
- 旅のおわり世界のはじまり（2019年6月14日公開、テアトル東京配給）
- 日立 世界・ふしぎ発見!（2019年6月15日、TBSテレビ）
- そこまで言って委員会NP（2020年01月29日、読売テレビ）

## 参考図書
- 嶌信彦『伝説となった日本兵捕虜 ソ連四大劇場を建てた男たち 』角川新書　2019年9月7日
- 嶌信彦『日本兵捕虜はシルクロードにオペラハウスを建てた』角川書店　2015年
- NPO日本ウズベキスタン協会編『追憶　ナボイ劇場建設の記録　－シルクロードに生まれた日本人伝説－』NPO日本ウズベキスタン協会　2004年
- 中山恭子『ウズベキスタンの桜』KTC中央出版　2005年